# Le Concert des anges
Le Concert des anges est un tableau réalisé par le peintre espagnol Le Greco vers 1608-1614. Cette huile sur toile est une peinture chrétienne qui représente un orchestre de sept anges musiciens jouant de l'épinette, de la harpe, de la flûte et de la viole de gambe. Ils sont figurés sans ailes, et pour trois d'entre eux de dos. Inachevée, l'œuvre constitue la partie supérieure d'une Annonciation qui a été découpée. Elle est conservée à la pinacothèque nationale d'Athènes, à Athènes, en Grèce.

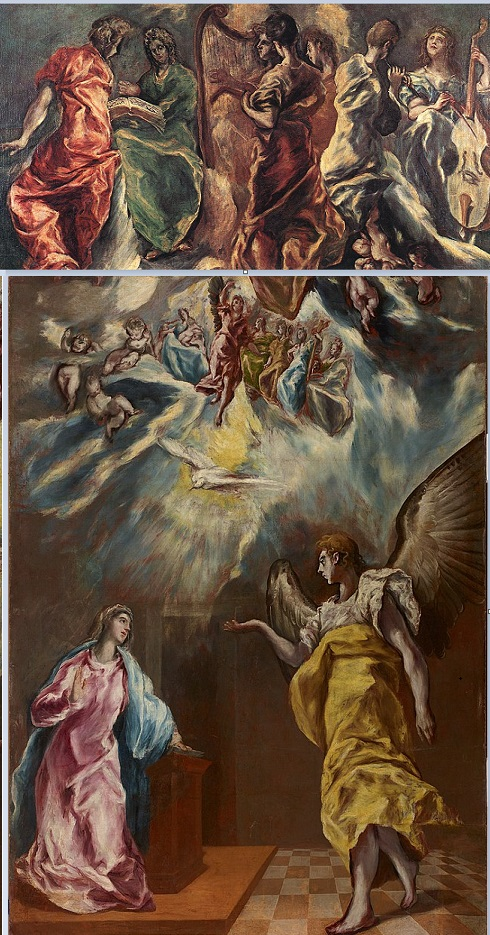
Reconstruction de l'Annonciation dont Le Concert des anges est la partie supérieure.